# Theodor Bibliander
Pour les articles homonymes, voir Buchmann.
Theodor Buchmann ou Theodor Bibliander, né à Bischofszell entre 1504 et 1509 et mort à Zurich le 26 septembre 1564, est un théologien réformé, bibliste, philologue, humaniste et orientaliste suisse.
Figure de l'universalisme du XVIe siècle, successeur à Zurich de Zwingli dans l'enseignement de l'Ancien Testament, Théodor Bibliander est notamment célèbre par l'importance de ses ouvrages, parmi lesquels figure la première et monumentale édition latine du Coran ainsi qu'une grammaire hébraïque révolutionnaire pour son époque.

## Biographie
Theodor Buchmann est issu d'une famille de notables de Thurgovie. Il est fils de Hans Buchmann, conseiller et amman de Bischofszell. Il bénéficie à Zurich (ville passée à la réforme protestante) de l'enseignement de grands érudits : outre le latiniste Oswald Myconius et l'helléniste et hébraïsant Jakob Wiesendanger dit Ceporinus, il a pour professeurs Leo Jud et Ulrich Zwingli. Dès 1523, il s'initie à Zurich aux commentaires publics de la Bible avant de rejoindre Bâle en 1525 pour y suivre pendant deux ans les leçons des théologiens réformés Œcolampade et Conrad Pellican, commentateurs de l'Ancien Testament en hébreu.
Recommandé au prince Frédéric II de Liegnitz par Zwingli, il enseigne ensuite pendant deux ans à l'école supérieure de Liegnitz en Silésie, puis quelques mois à l'école latine de Brugg. Rentré à Zurich en 1529, il s'installe chez son frère où il approfondit ses connaissances linguistiques et prépare une grammaire de l'hébreu. À la mort de Zwingli, en 1531, il succède à ce dernier à la chaire d'Ancien Testament – qui consiste alors à commenter la Septante – à l'école de théologie. Il occupera cette fonction pendant près de trente ans. Philologue érudit, étudiant aussi bien les langues sémitiques que les langues populaires et nationales tout en défendant l'allemand jugé barbare par beaucoup de contemporains, le savant acquiert une grande réputation de philologue et d'exégète biblique et son enseignement se diffuse largement à travers ses élèves.
Il prend part aux débats religieux qui bouleversent alors la chrétienté, critiquant l'Église catholique romaine et les autorités romaines, et opposant au concile de Trente l'ouvrage De legitima vindicatione Christianismi (1553) qui pose l'Angleterre anglicane comme une terre exemplaire des libertés chrétiennes. Il critique aussi le pape, qu'il considère comme l'Antéchrist. Mais il s'oppose catégoriquement au rigorisme de Pierre Martyr Vermigli, tenant strict du « calvinisme ». Il reste attaché à l'idée théologique de prédestination, qui mène selon lui au salut universel. Ceci lui fait étendre le Royaume de Dieu à l'ensemble des peuples de la terre, idée universaliste dans le sillage d'Érasme, mais qui reste conditionnée à la conversion des infidèles au christianisme. À la suite de ces différends, Bibliander se voit relevé de ses fonctions d'enseignant en 1560, au prétexte d'une baisse de ses capacités intellectuelles. Il meurt quatre ans plus tard de la peste.

## Œuvre
Déployant tout au long de sa carrière une intense activité éditoriale et épistolaire, il publie une importante grammaire hébraïque – Institutionum grammaticarum de lingua Hebraea liber unus – à partir de 1535, un recueil des lettres de ses maîtres Zwingli et Œcolampade en 1536 et poursuit la traduction latine de la Bible inachevé de Leo Jud, interrompu par la mort en 1542. Il est également l'auteur de commentaires sur l'Apocalypse en 1545.
En 1543, son édition de la version latine du Coran traduit par Robert de Ketton 400 ans plus tôt – légèrement remaniée par lui et préfacée par Mélanchthon – vaut l'emprisonnement à son imprimeur bâlois, le célèbre Jean Oporin dit Oporinus mais permet aux érudits européens d'avoir accès au texte fondateur de l'islam, quelques années après la poussée ottomane parvenue jusqu'à Vienne en 1529 et alors que François Ier a signé un traité d’alliance avec Soliman le Magnifique en 1536. Cette publication, qui est accompagnée de réfutations, d'explications et d'informations sur la vie et les mœurs des musulmans, et qui est à l'origine entre autres de la première version en italien du Vénitien Andrea Arrivabene (1547) – issue également des milieux réformateurs –, fait date et participe probablement des développements ultérieurs de l'orientalisme fondés sur les études de la philologie arabe et de l'étude de l'islam.
En 1548, Buchmann publie De ratione communi omnium linguarum et literarum commentarius ouvrage dans lequel, par l'étude de langues européennes et orientales, il souligne une communauté de fond tant linguistique que religieuse, ce qui fait de lui également l'un des précurseurs de la grammaire comparée.

## Liste d'ouvrages
- Institutionum grammaticarum de lingua Hebraea liber unus, Zurich, 1535.
- De optimo genere grammaticorum Hebraicorum, Hieronymus Curio, Zurich, 1542.
- Machumetis Saracenorum principis eiusque successorum vitae ac doctrina ipseque Alcoran, Johannes Oporin, Bâle, 1543, 1550, ouvrage en ligne.
- Relatio fidelis, Johannes Oporin, Bâle, 1545.
- De ratione communi omnium linguarum et litterarum commentarius, Christoph Froschauer, Zurich, 1548.
- De ratione temporum, Johannes Oporin, Bâle, 1551.
- De legitima vindicatione Christianismi veri et sempiterni, Johannes Oporin, Bâle, 1553 (date à la fin du livre), en ligne.
- Temporum a condito mundo usque ad ultimam ipsius aetatem supputatio, Johannses Oporin, Bâle, 1558.

### Éditions contemporaines
- Henri Lamarque, Le Coran à la Renaissance. Plaidoyer pour une traduction. Introduction, traduction et notes de Henri Lamarque, éd. Presses universitaires du Mirail, Toulouse, 2007.